# Probianus Pompeianus
Probianus Pompeianus (fl. 396 ou 398) était un homme politique de l'Empire romain.

## Biographie
Fils de Gabinius Barbarus Pompeianus.
Il fut questeur en 396 ou 398.
Il fut le père d'une Barbara, femme d'un Vibius, les parents d'une Barbara et de Vibius Barbarus Pompeianus, consularis vir. Selon Christian Settipani, cette Barbara serait la femme de Romulus, comes in Poetovio, Norique, les parents de Barbara ou Barbaria (fl. 504 ou 511), la femme d'Oreste et les parents de Romulus Augustus.